# Estadio Eládio de Barros Carvalho
El Estadio Eládio de Barros Carvalho, popularmente conocido como Estadio dos Aflitos, por estar localizado en el barrio de los Aflitos en la ciudad brasileña de Recife del estado nordestino de Pernambuco. Fue inaugurado el 25 de junio de 1939 y pertenece al club Náutico Capibaribe, debe su nombre a Eládio de Barros Carvalho, presidente del club durante 14 mandatos. El estadio posee una capacidad para 22 800 espectadores.
El recinto fue utilizado por el Clube Náutico Capibaribe hasta 2014 cuando se trasladó al mundialista Arena Pernambuco. El nuevo inquilino del estadio es el club América de Recife desde 2014.